# Mollans-sur-Ouvèze

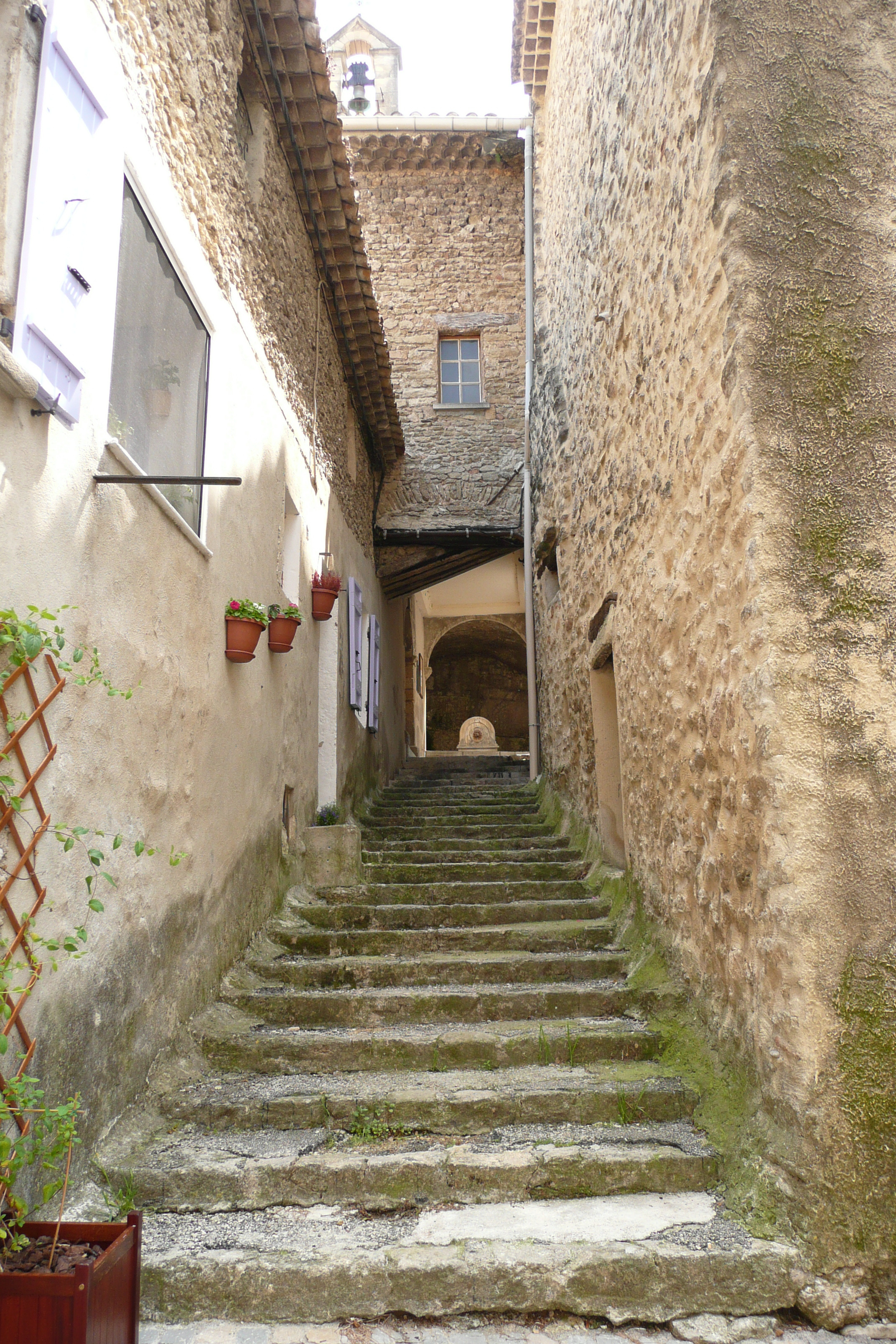
Starówka w Mollans-sur-Ouvèze, 2009

Mollans-sur-Ouvèze – miejscowość i gmina we Francji, w regionie Owernia-Rodan-Alpy, w departamencie Drôme.
Według danych na rok 1990 gminę zamieszkiwały 782 osoby, a gęstość zaludnienia wynosiła 39 osób/km² (wśród 2880 gmin regionu Rodan-Alpy Mollans-sur-Ouvèze plasuje się na 919. miejscu pod względem liczby ludności, natomiast pod względem powierzchni na miejscu 502.).